# Recyclebot
A recyclebot (vagy RecycleBot) egy open-source hardver amit a használt műanyag filamentté való újrahasznosítására használnak. A filament a 3D nyomtatáshoz szükséges műanyag szál. A házi készítésű műanyag szál olcsóbb, mint a forgalomban kaphatók és sokkal környezetkímélőbb megoldás is.

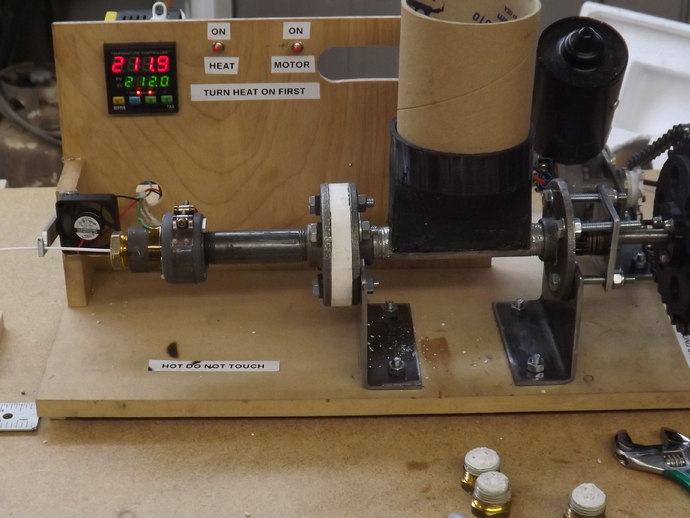
Lyman filament extruder

## A recyclebot technológia
A 3D nyomtatók megspórolhatnak kiadásokat, a kinyomtatható tárgyakat nem kell megvásárolni. A nyersanyag viszont egy olyan területe a nyomtatásnak, aminek az árait csökkenteni lehet. 2014-ben Joshua Pearce elmondta, hogy a műanyag tekercsek kilogrammja $36 és $50 között mozog, ezzel szemben egy kilogramm újrahasznosított műanyag 10 centbe kerül. Ennek fényében a recyclebot jócskán csökkentheti a 3D nyomtatásba fektetett összeget. Amellett, hogy segít a nyomtatás költségeit csökkenteni, lehetővé teszi azt is, hogy 3D nyomtatás kis mennyiségű termék legyártására is alkalmas legyen, így segítve a Fenntartható fejlődést
A RecycleBot egy nyílt forráskódú hardver projekt – tehát a műszaki rajzok megtalálhatók az interneten és ingyen felhasználhatóak.
- Kanadai és egyesült államokbeli tudósok szervezésével az  Appropedián (link) és a RepRap Wiki-n (link). Például a teljes alkatrészlista és kelléklista elérhető a Thingiverse-en.[8][9]
- Lyman Filament Extruder – egy házi készítésű recyclebot

Az Ethical Filament Foundation szerint feltételezhető, hogy az újrahasznosított filament készítése egy alternatív jövedelemforrás legyen vagy egyfajta "fair trade filament".

## Története
A RecycleBot történetének leírása  nagyrészt a RepRap Wiki-n leírtakból származik, amik  GNU Free Documentation License1.2 alatt lettek közzétéve.
Az első recyclebotot egyetemista diákok hozták létre Ausztráliában. Ez a kezdetleges design csak az elképzelésük bizonyítására szolgált és kézi meghajtásra szorult, ennek eredménye képpen kedvező volt az ökológiai lábnyoma viszont nem volt képes nyomtatáshoz megfelelő minőségű műanyagszálat eredményezni. A használtműanyag extruder terveit(Recyclebot v2.0 és 2.1) a Queen's University Canada és a Michigan Tech dolgozta ki és erősen befolyásolva volt a Web4Deb extruder által, ami HDPE-t olvaszt az akvapónia területén való felhasználáshoz. Ez a terv a gyors prototípuskészítési irodalomban lett megtervezve, tesztelve és publikálva Ez a design már életképesek bizonyult. A Recyclebot v2.2 -t a Michigan Tech fejleszti az Open Sustainability Technology Research Group keretein belül. Sok barkácsolt, vagy házi készítésü gép készült, a legjelentősebb ezek közül a Lyman Filament Extruder, akinek a készítője Lyman, egy nyugdíjazott mérnök. Már sok féle recyclebot létezik, ezek közül sok modell van az értékesítés korai fázisában (2014-ben)

## Értékesítés
Számos open-source Recyclebot került a polcokra a közelmúltban a Kickstarterhez hasonló crowd funding oldalak segítségével:
- Filastruder[19]
- Filafab[20]
- Filabot[21]
- Innofil3D[22]

## Futurista spekulációk
Jeremy Rifkin feltételezései szerint a recyclebotokkal történő újrahasznosítás és a 3D nyomtatás következménye képpen olyan társadalom jöhet létre, ami közel nulla nyersanyagot használ.
A sci-fi-író, Bruce Sterling is azon töprengett a Wired-ben, hogy képes-e ez a technológia a hulladékot lőfegyverekké alakítani át. A recyclebot egy új módja az újrahasznosításnak.